# Emsalinur Kadın
Emsalinur Kadınefendi (en turco otomano: امثال نور قادین, "luz ejemplar", 2 de enero de 1866 - 20 de noviembre de 1952) fue la esposa del sultán Abdul Hamid II del Imperio Otomano.

## Vida
Emsalinur nació el 2 de enero de 1866 en Abjasia. Durante la Guerra Ruso-Turca, su familia se instaló en Kırkpınar. Luego fue trasladada a Constantinopla, donde su padre la confió al harén imperial junto con su hermana. Según la costumbre de la corte otomana, se cambió el nombre de Emsalinur.
Emsalinur se casó con Abdul Hamid II el 20 de noviembre de 1885 en el Palacio de Yildiz. Se le dio el título de "Quinta esposa". El 30 de noviembre de 1886, un año después del matrimonio, dio a luz a su única hija, Şadiye Sultan.
En 1895, fue ascendida al título de "Cuarta Esposa". En 1900, Abdul Hamid II le regaló una mansión en Nişantaşı. En 1901, fue ascendido al título de "Tercera Esposa". En 1907 construyó una mezquita en Kırkpınar.
El 27 de abril de 1909, Abdul Hamid II fue arrestado y exiliado en Tesalónica. Emsalinur no lo siguió y por lo tanto permaneció en Constantinopla.
Emsalinur murió el 20 de noviembre de 1952 en Estambul a la edad de 86 años. Está enterrada en el cementerio Yahya Effendi de Estambul.